# Wee1
Wee1은 분열효모균인 Schizosaccharomyces pombe (S. pombe)에 있는 단백질 인산화효소의 Ser/Thr족에 속하는 핵 인산화효소이다. Wee1은 96 kDa의 분자 질량을 가지고 세포 주기 진행에 있어 주요 조절 인자이다. 이 인산화효소는 Cdk1을 억제해 유사분열로의 진입을 막음으로써 세포 크기에 영향을 끼친다. Wee1은 포유류를 포함한 다른 많은 생명체들에서 상동적이다.

## 소개
세포 크기 조절은 세포의 기능 보장에 있어 중요하다. 뿐만 아니라 영양분 같은 환경적 인자, 생장 인자, 기능적 부하, 세포 크기는 세포 크기 검문 지점에 의해 조절된다.
Wee1은 이 검문지점의 요소로, 유사분열에 돌입하는 시점을 결정해 딸 세포의 크기에 영향을 주는 인산화효소이다. Wee1 기능 소실은 이른 세포 분열을 야기해 더 작은 딸 세포를 생산하게 한다.
이름은 스코틀랜드 영어 방언으로 작다를 뜻하는 wee에서 유래했다. 이는 발견자인 폴 너스가 발견했을 때, 에든버러 대학에서 근무하고 있었기 때문이었다.

## 기능

그림. 1 Wee1의 역할과 조절

Wee1은 Cdk1을 Tyr15와 Thr14라는 두가지 다른 아미노산을 인산화 시킴으로써 억제한다. Cdk1은 다양한 세포 주기 검문 지점의 사이클린 의존적 통과에 있어 중요하다. Wee1에 의한 Cdk1의 억제는 적어도 이하 세 곳의 검문지점에 중요하다.
- G2/M 검문 지점: Wee1은 Cdk1의 인산화효소 활성을 낮게 유지하고 유사분열로의 진입을 방지하며 더 나아가 S. pombe에선 세포 생장을 발생시킬 수 있는 아미노산 Tyr15와 Cdk1의 Thr14을 인산화시킨다. Wee1은 기질 경쟁의 결과로 고감도가 되는 것을 보이는 Cdk1을 비활성화시킨다.[4] 유사분열에 진입하는 동안 Wee1의 활성은 몇몇의 조절 인자에 의해 감소하고 Cdk1 활성은 증가한다. S. pombe에서 단백질 인산화효소 Pom1은 세포의 극들에 집중적으로 분포한다. Pom1은 Cdr2가 Cdr1을 통해 Wee1을 억제하는 경로로 작용한다. Cdk1은 자체적으로 Wee1을 인산화하고, 이는 양성 피드백 고리로 이어진다. Wee1 활성의 저하만으로는 유사분열 진입에 충분하지 않고, 사이클린의 합성과 Cdk 활성화 인산화효소 (영어: Cdk activating kinase)에의한 인산화 활성도 필요하다.[5]
- 세포 크기 검문 지점: 작은 세포가 유사분열로 진입하는 것을 방지하는 세포 크기 검문지점이 존재한다는 증거가 있다. Wee1은 이 검문지점에서 동등한 세포 크기와 세포 주기 진행의 역할을 한다.[6]
- DNA 손상 검문 지점: 이 검문 지점 또한 G2/M 변화를 조절한다. S. pombe에서 이 검문 지점은 DNA 손상을 입은 세포의 유사분열 진입을 연기시킨다. G2기의 장기화는 Wee1에 의존하는데, 감마선 조사 후 S. pombe의 Wee1 돌연변이 개체는 긴 G2기를 갖지 않는다.[7]

또한 Wee1 인산화효소의 후생유전학적 기능이 보고됐다. Wee1은 히스톤의 전체적 발현을 조절하는 타이로신 37 잔기에서 히스톤 H2B를 인산화하는 것으로 나타났다.

## 상동성
WEE1 유전자는 인간에게 있는 WEE1 (WEE1A), WEE2 (WEE1B)와 상동성을 가지는 것으로 알려져있다. 상응하는 단백질은 인간 Cdk1의 동족체 Cdk1에서 작용하는 Wee1 유사 단백질 인산화효소 (영어: Wee1-like protein kinase), Wee1 유사 단백질 인산화효소 2 (영어: Wee1-like protein kinase 2)이다.
출아 번식 효모인 Saccharomyces cerevisiae에 있는 Wee1의 동족체는 Swe1이라고 부른다.

## 조절
S. pombe에서, Wee1은 인산화된다.

Cdk1과 사이클린 B는 유사분열 진입을 촉진시키는 난성숙촉진인자를 구성한다. 난성숙촉진인자 (MPF)는 Wee1을 통해 인산화되면 비활성화, 인산 가수 분해 효소 Cdc25C로 활성화된다. Cdc25C는 폴로 인산화효소에 의해 활성화되고 Chk1에 의해 비활성화된다. 그러므로 S. pombe Wee1 조절은 주로 Pom1 같은 극성 인산화효소  의 Cdr2와 Cdr1을 포함한 통과 지점을 통한 인산화 조절 하에 있다.
G2/M 과도기에 Cdk1은 Tyr15의 탈인산화를 통한 Cdc25에 의해 활성화된다. 같은 시점에서 Wee1은 Nim1/Cdr1에 의한 C 말단 촉매 도메인에서 인산화가 일어나 비활성화된다. 또한 활성 MPF는 Cdc25를 활성화시키고 아직 자세히 이해되지 않은 양성 피드백을 일으켜 Wee1을 비활성화 시킴으로써 자신의 활성화를 촉진한다.
고등 진핵생물은 인산화와 분해를 통해 Wee1을 조절한다.

고등 진핵생물들에게서 Wee1 활성화는 인산화와 분해에 의해 발생한다. 단백질 복합체 SCFβ-TrCP1/2는 Wee1A 유비퀴틴화에서 기능하는 E3 유비퀴틴 연결효소이다. M기의 인산화효소인 폴로 유사 인산화효소 (Plk1)과 Cdc2는 SCFβ-TrCP1/2에 의해 인지된 Wee1에 있는 두 세린 잔여물들을 인산화시킨다.
S. cerevisiae 동족체 Swe1

S. cerevisiae에서 사이클린 의존적 인산화효소 Cdc28 (Cdk1 동족체)은 Swe1 (Wee1 동족체)에 의해 인산화되고 Mih1 (Cdc25 동족체)에 의해 탈인산화된다. S. cerevisiae에 있는 Nim1/Cdr1 동족체 Hsl1 자신과 연관된 인산화효소인 Gin4, Kcc4와 함께 Swe1을 bud-neck에 국소화시킨다. Bud-neck과 관련된 인산화효소 Cla4와 Cdc5 (폴로 인산화효소 동족체)는 각각 세포 주기의 다른 단계에서 Swe1을 인산화시킨다. 또한 Swe1은 Cdc5에 의해 추가적 인산화 인지의 역할을 하는 Clb2-Cdc28에 의해 인산화된다.
또한 S, cerevisiae 단백질 Swe1은 분해로 조절된다. Swe1은 고등 진핵생물에서 Clb2-Cdc28과 Cdc5에 의해 과인산화되며, 이는 SCF E3 유비퀴틴화 연결 효소 복합체에 의한 유비퀴틴화와 분해의 신호일 수 있다.

## 암에서의 역할
난성숙촉진인자 (유사분열촉진인자) MPF는 또한 DNA 손상 유발 세포 자살을 조절한다. WEE1에 의한 MPF의 부정적 조절은 정도를 벗어난 유사분열을 야기하고 이에 따라 DNA 손상 유발 세포 자살에 저항한다. 크루펠 유사 인자 2 (KLF2)인간 WEE1을 부정적으로 조절하므로, 암세포에서 DNA 손상 유발 세포 자살에 대한 민감도가 증가한다.

## 돌연변이 표현형
Wee1은 유사분열의 유전자용량 비의존적 억제제의 역할을 한다. 따라서 Wee1 단백질의 양과 세포 크기에는 상관 관계가 있다.
Wee1 돌연변이 (이하 Wee1-) 분열효모균은 정상 세포보다 상당히 작은 크기에서 분열한다. Wee1이 유사분열로 진입하는 걸 억제하기 때문인데, 이의 부재는 이른 시기에 세포 분열을 이끌어 비정상적인 세포 크기가 나타난다. 반대로 Wee1 발현이 증가하면, 유사분열은 지연되고 세포는 분열 전에 큰 크기로 생장한다.

## 같이 보기
- 세포 주기

## 알림
1. ↑  β-transducin repeat-containing protein 1/2 (β-TrCP1/2) F-box protein-containing SKP1/Cul1/F-box protein complex